# Quina Brook
Quina Brook – osada w Anglii, w hrabstwie Shropshire. Leży 21 km na północ od miasta Shrewsbury i 234 km na północny zachód od Londynu.